# Basel-Stadt
Basel-Stadt (tiếng Đức: Basel-Stadtⓘ; tiếng Pháp: Bâle-Ville; tiếng Ý: Basilea Città) là một trong 26 bang (kanton) của Thụy Sĩ, tiếp giáp với bang Baden-Württemberg của Đức. Nó bao gồm thành phố Basel và các xã Bettingen và Riehen.

## Lịch sử
Basel-Stadt được thành lập khi bang lịch sử của Basel bị chia ra vào năm 1833, theo sau những tranh cãi về chính trị và xung đột quân sự trong phạm vi bang. Một vài vấn đề trong số những bất đồng ý kiến dính líu đến quyền của dân chúng ở các vùng nông nghiệp. Nó dẫn tới việc tách rời bang Basel-Landschaft (vùng nông thôn) ra khỏi thành phố Basel vào ngày 26 tháng 8 năm 1833. Từ lúc đó, đã có những phong trào kêu gọi thống nhất. Phong trào này càng gia tăng khi nhiều phần của Basel-Landschaft cũng được kỹ nghệ hóa. Cả hai bang đã đồng ý trên nguyên tắc để thống nhất, nhưng vào năm 1969, vào một lần nữa vào tháng 9 năm 2014, người dân của Basel-Landschaft đã bầu chống lại dự định này để duy trì sự độc lập của họ.